# Il suo ultimo desiderio
Il suo ultimo desiderio (The Last Thing He Wanted) è un film del 2020 diretto da Dee Rees.
La pellicola è l'adattamento cinematografico del romanzo omonimo del 1996 scritto da Joan Didion.

## Trama
Elena McMahon, una delle migliori reporter dell'Atlantic Post con alle spalle anni di esperienza, nel 1982 riesce a scappare a malapena da El Salvador con la fotoreporter e collega Alma Guerrero.
Due anni dopo sta indagando su un traffico d'armi in America Centrale, quando scopre che chi si nasconde dietro al contrabbando è proprio suo padre. Incontrato il genitore per dissuaderlo dai traffici illeciti, Elena scopre che l'uomo è gravemente malato e le chiede come ultimo desiderio di consegnare per lui una commissione. Nonostante sia in pieno disaccordo, la giornalista accetta, convinta che in questo modo possa riuscire anche a trovare il bandolo della matassa di questo contrabbando e risolvere il caso. Spinta sempre più nell'occhio del ciclone, la reporter finirà per diventare una delle protagoniste della vicenda, ritrovandosi intrappolata in un'intricata ragnatela, in cui è difficile trovare una via d'uscita pulita.
L'unico che sembra poterle essere d'aiuto è l'agente segreto Treat Morrison, del quale finirà per innamorarsi.

## Produzione
Le riprese del film sono iniziate il 14 giugno 2018 in Porto Rico.

## Promozione
Il primo trailer del film viene diffuso il 23 gennaio 2020.

## Distribuzione
Il film è stato presentato in anteprima il 27 gennaio al Sundance Film Festival 2020, e poi distribuito sulla piattaforma Netflix a partire dal 21 febbraio 2020.